# منزل حسين الرفاعي
منزل حسين الرفاعي أو منزل ورثة حسين بن يحيى الرفاعي أحد المواقع الأثرية في جزر فرسان جنوب المملكة العربية السعودية.

## الموقع
يقع المنزل في وسط الحي السكني لجزيرة فرسان٬ المقر الإداري للمحافظة٬ ويقابل منزل أحمد منور الرفاعي من الجهة الشمالية الغربية.

## الوصف
يتكون المنزل من غرفة كبيرة مربعة تستخدم سكنًا للعائلة٬ كما تستخدم غرفة للجلوس واستقبال الضيوف عند الحاجة٬ والمنزل مبني من الأحجار المحلية المشذبة بعناية٬ ومليَّس من الداخل بالجص٬ وبه ثراء ملحوظ من الزخارف الجصية والأشرطة الخطية من الداخل والخارج. تبدو الرفاهية في العمارة والزخرفة واضحة في بوابة المنزل التي تنتصب في جهته الغربية٬ وهي بوابة ذات عقود ثلاثة مدببة يعلو بعضها بعضًا. وبالتدقيق في هذه العقود الثلاثة يتضح أن الأسفل والأوسط منها متشابهان إلى حد كبير وغير مفصصين٬ أما الأعلى فهو أكثر رشاقة من سابقيه٬ ويختلف عنهما في شكله وفي زخرفته٬ فهو يحتفظ بثلاثة فصوص زخرفية في جهتين منه تعلوان كتفيه الأيمن والأيسر٬ وتنتهي كل من هذه الفصوص الثلاثة بتوريقتين خماسيتي الفصوص٬ وقريبتي الشبه بزهرة اللوتس٬ ويتميز أعلى البوابة بثلاث شرفات كبيرة٬ اثنتان على أركانها٬ والثالثة تتوسطها٬ ويحف بالوسط ذات اليمين وذات الشمال ست شرفات أصغر قليلاً من الشرفات الثلاث السابقات.
يضاف إلى ذلك أن جميع المساحات الواقعة في كوشيتي الشكل المحرابي للبوابة٬ وأوجه العقود والشرفات مليئة بالزخارف الجصية الهندسية والنباتية التي يطول تتبعها واستقصاؤها٬ وكل ما يقال عنها إنها تحفة فنية ارئعة. أما مدخل البوابة والممر المؤدي إليه فيفضيان إلى فناء صغير مكشوف أطواله (9.6×12.5م)٬ وعلى هذا الفناء يشرع باب المجلس٬ ونافذتاه الوحيدتان اللتان جاءتا مع الباب على نسق العمارة المنزلية في معظم مدن ساحل البحر الأحمر٬ ولا سيما في جنوب الحجاز ومنطقة جازان٬ وعلى جانبي الباب وأعلاه وأعلى النافذتين٬ وعموم الواجهة العلوية للمنزل تتوزع زخارف هندسية غائرة على هيئة عقود وأفاريز وأشرطة جصية ٬ أما العتبات الخشبية التي تعلو الباب والنافذتين في واجهة هذا المجلس فقد نقش عليها ما نصه:
َ
يقابل هذه الكتابة كتابة أخرى على عتبة الباب الخشبية من الداخل ونصها: «نعم الساكنون بدار حازت المجد». يحتفظ صدر المجلس بعدد من الأرفف المستطيلة والمؤطرة بأطر زخرفية جصية متقنة٬ ومن الأعلى تنتهي هذه الأرفف بأقواس معقودة مدببة على هيئة محاريب٬ وتعلو الأقواس أقواس أخرى مفصصة٬ تعلوها زخارف جصية فارهة٬ منها ما هو داخل الأطر المحرابية التي تعلو الأرفف المعقودة٬ ومنها ما هو على هيئة إفريز زخرفي عريض يتصل بالسقف المستخدم فيه الخشب الجاوي المستورد٬ والمصبوغ بالألوان الزيتية (البوية). للمجلس باب آخر في ضلعه الغربي يفضي إلى ساحة ضيقة على يمينها غرفة صغيرة٬ وعلى يسارها غرفة أخرى يقع بالقرب منها المكان الذي كانت تصف فيه جرار الماء.

## وصلات خارجية
- تقرير: النمط العمراني في جزر فرسان يتميز بأصالته وجماله ودقة إبداعه